# Henric de Capua
Henric (Arricus, Arrico) (n. 1160–d. 1172) a fost membru al dinastiei normande Hauteville, devenit principe de Capua.
Henric era fiul cel mai tânăr al regelui Guillaume I "cel Rău" al Siciliei cu soția sa, Margareta de Navarra. În conformitate cu testamentul tatălui său, Henric urma să preia titlul de principe de Capua, un apanaj al tronului Siciliei, în vreme ce fratele său, Guillaume urma să succeadă la tron.
Încoronarea lui Henric ca principe a fost amânată ca urmare a decesului lui Guillaume I (1166). El a fost prezent alături de Guillaume al II-lea la Taranto, unde tânărul rege o aștepta pe mireasa sa bizantină. Ei plănuiau să se întoarcă trecând prin Capua, iar acolo Henric să fie învestit cu titlul princiar, însă nu departe de oraș Henric a fost lovit de o febră puternică. El a fost trimis de urgență la Salerno, iar de acolo la Palermo, însă nu a mai trăit decât o lună de zile. Potrivit legendei, el ar fi fost căsătorit cu o fiică a regelui Malcolm al IV-lea al Scoției pe când se afla pe patul de moarte, însă informația este falsă, dat fiind că Malcolm nu a avut niciun urmaș. Henric a fost inițial înmormântat în capela Sfintei Maria Magdalena, însă ulterior a fost mutat de către fratele său, Guillaume, la Monreale.